# Alexandre Masliakov
Alexandre Vassilievitch Masliakov (en russe : Алекса́ндр Васи́льевич Масляко́в), né le 24 novembre 1941 à Sverdlovsk, et mort à Moscou, le 8 septembre 2024, est un présentateur populaire de télévision russe.
Son image est surtout associée au jeu télévisé russe KVN qu'il anime depuis 1964.

## Biographie
Alexandre Masliakov naît à Sverdlovsk (Ekaterinbourg) dans l’Oural, le 24 novembre 1941.

### Carrière
Il crée en 1990 sa propre société de production, AMiK (en russe : АМиК), qui produit notamment l'émission KVN.
Durant l'époque de l'Union soviétique, outre l'animation de KVN, il a animé de nombreuses autres émissions populaires de la Télévision centrale d'URSS, dont les jeux télévisés Allez les filles !, Allez les garçons ! ainsi que Quoi ? Où ? Quand ? dont il fut le premier présentateur.

### Décès
Alexandre Masliakov meurt dans la capitale russe, Moscou, le 8 septembre 2024, à l’âge de 82 ans.

## Hommage
L'astéroïde (5245) Masliakov a été baptisé Masliakov en son honneur par l’observatoire d'astrophysique de Crimée.